# Стены и ворота Хивы

## Ичан-Кала
Глиняная стена, высотой приблизительно 10 метров, окружала внутренний город Хивы Ичан-Кала много столетий тому назад. Она была сделана из самана (кирпич, высушенный на солнце, размером 40х40х10 см). Основание стен Ичан-Кала датируется пятым веком. Глину для строительства стен брали в двух километрах от города, на территории, называемой Говук-куль; сейчас там есть большое озеро. И сегодня, как и прежде местная глина отличного качества используется современными гончарами. Легенда гласит, что когда пророк Мухаммед строил Медину, использовалась глина из этих мест, и озеро, появившееся позже, принято считать святым.
Стены Ичан-Кала: 8-10 метров - высота, 6-8 метров - толщина и 2250 метров - длина. Внутренний город Ичан-Кала, занимающий площадь менее квадратного километра, плотно застроен.
В город можно попасть через ворота: Северные (Багча-дарваза), Южные (Таш-дарваза), Восточные (Палван-дарваза), и Западные (Ата-дарваза).

### Ата дарваза
Ворота Ата дарваза находятся в западной части Ичан-калы. По историческим данным, они были построены из жжёного кирпича при Ильтузар-хане (1804—1806). В эпоху ханства внутри ворот находились пункт обмена денег и таможня. Название сооружения связано с находящейся перед воротами мечетью Шер Мухаммад ата и прудом (хауз). Со времён эти названия ассимилировались, и этот комплекс сооружений стал называться просто Ата дарваза или Ата хауз.
Длина внутреннего пространства Ата дарвазы составляет 10 метров, ширина — 4 метра. Здесь имелись 4 основные комнаты. В начале XX века в связи с расширением дороги ворота были реконструированы. Однако основные функции всего комплекса предвратных сооружений сохранились.
В 1968 году Хива была объявлена музеем-заповедником. Количество приезжающих туристов возрастало, в связи с чем появилась потребность восстановления ворот. В 1975 году, не нарушая местоположения и облика, они были восстановлены под руководством мастера Самандара Каландарова. При этом активно использованы архивные материалы и данные рукописей.

## Дишан-Кала
Хива также имелат  дарвазы составляет 10 метров, ширина внешний защитный вал, Дишан-Кала. Частично он сохранился до сих пор, например каменные ворота (Кош-Дарваза), в 500 метрах от Северных ворот Ичан-Кала (Багча-Дарваза). Алла-Кули-хан возвел эти стены в 1842 году для защиты от набегов Ямудов (одного из туркменских племен). Более 200 000 человек участвовали в строительстве стены. Дишан-Кала имела 10 ворот.